# Lisa Noja
Lisa Noja (Palermo, 15 marzo 1974) è una politica italiana.

## Biografia
Affetta da atrofia muscolare spinale; dopo aver frequentato il Liceo Classico Manzoni a Milano, nel 1998 ha conseguito la laurea in giurisprudenza con lode presso l'Università cattolica del Sacro Cuore di Milano. Conclusa la pratica forense in diritto amministrativo e comunitario, tra il 2000 e il 2001 ha frequentato un Master in legge presso la School of Law della University of California (Davis). Superato l'esame di stato in Italia e nello Stato di NY, si iscrive all'Albo degli Avvocati di Milano e al NY BAR.
Dopo il rientro dagli Stati Uniti, ha svolto la sua attività professionale presso lo studio legale Pavia e Ansaldo di Milano, nel dipartimento di diritto amministrativo e diritto farmaceutico. Nel 2005, entra in Pedersoli studio legale, dove svolge gran parte della sua carriera, diventando junior partner e poi partner. Dapprima coinvolta nel dipartimento di diritto societario e commerciale (acquisizioni, fusioni e investimenti da parte di istituti bancari e finanziari, fondi di private equity e fondi di seed e venture capital), dal 2008 ha concentrato la sua attività nel settore del diritto della concorrenza. Con l'ingresso in Parlamento, Noja ha sospeso la sua attività professionale e la collaborazione con lo studio Pedersoli.
Nel 2016 riceve la delega alle politiche per l'accessibilità dal sindaco di Milano, Beppe Sala.
Eletta deputata per la Circoscrizione Lombardia 1 nelle elezioni politiche del 2018 con il Partito Democratico, siede nella Commissione Attività Produttive della Camera dei deputati.
Il 19 settembre 2019 aderisce al gruppo parlamentare Italia Viva, per il quale diviene capogruppo in Commissione Affari Sociali e dal 27 maggio 2021 è eletta Vice Presidente della Commissione parlamentare d'inchiesta sulle attività connesse alle comunità di tipo familiare che accolgono minori. Per il partito fondato da Matteo Renzi si è occupata della redazione, insieme al collega Gennaro Migliore, della Carta dei Valori. 
Nel corso del suo mandato parlamentare, si è distinta per l'attenzione alla tutela delle persone con disabilità, tanto da essere nominata, a novembre 2021, relatrice della legge 227/2021, Delega al Governo in materia di disabilità, ma è stata anche promotrice di una serie di iniziative volte a sensibilizzare il Parlamento sui temi dell'accessibilità. Il 3 dicembre 2021, in occasione della Giornata internazionale delle persone con disabilità, alla presenza del Presidente della Camera, Roberto Fico, e in collaborazione con Netflix, organizza un convegno la cui fruizione viene resa completamente accessibile alle persone con disabilità sensoriali. In questa occasione, il Presidente della Camera, annuncia l'avvio della sottotitolazione in tempo reale e l'interpretariato nella lingua dei segni delle sedute in Aula e nelle commissioni.
Alle elezioni politiche anticipate del 25 settembre 2022 è candidata per il Senato dalla lista Azione-Italia Viva nel collegio plurinominale Emilia Romagna 02 dietro a Carlo Calenda e al quarto posto nel collegio Lombardia 02, non risultando eletta.
Candidata alle elezioni regionali in Lombardia del 2023, viene eletta consigliera regionale nella lista Azione-Italia Viva-Renew Europe nella circoscrizione di Milano con 3246 preferenze. Dal 15 marzo 2023 è Presidente del gruppo consiliare Azione-Italia viva-Renew Europe, componente delle commissioni III (Sanità), VII (Cultura) e IX (Sostenibilità sociale), nonché delle Commissioni speciali Antimafia e Tutela dei diritti delle persone private della libertà personale.